# Wasserkraftwerk Dagachhu
Das Wasserkraftwerk Dagachhu ist ein Laufwasserkraftwerk im Distrikt Dagana im westlichen Süden von Bhutan. Es nutzt das Gefälle des Daga Chhu, ein rechter (westlicher) Nebenfluss des Puna Tsang Chhu. Baubeginn war im Oktober 2009. Das Wasserkraftwerk ging im Jahr 2015 in Betrieb.

## Lage
Das Wasserkraftprojekt liegt an der Südflanke des Himalayas unweit der indischen Grenze. Bei Flusskilometer 20,2 auf einer Höhe von knapp 900 m wird an einem Wehr (⊙) ein Großteil des Wassers des Daga Chhu abgeleitet. Dieses gelangt anfangs in ein Absetzbecken (⊙). Anschließend wird das Wasser über eine unterirdische Wasserleitung auf der linken, nördlichen  Flussuferseite zu einem Wasserschloss (⊙) und dem Kavernenkraftwerk (⊙) geleitet. 10 Kilometer oberhalb der Mündung des Daga Chhu auf einer Höhe von etwa 550 m (⊙) gelangt das Wasser wieder in den Fluss.
Das Wasserkraftwerk verfügt über zwei Einheiten. Jede Einheit verfügt über eine 6-düsige Pelton-Turbine mit einer Leistung von 63 MW. Die Bruttofallhöhe beträgt 304 m. Die Ausbauwassermenge liegt bei 50 m³/s. Das Regelarbeitsvermögen beläuft sich auf 515 GWh. Das Wasserkraftprojekt besitzt ein Einzugsgebiet von 676 km². Die Hochwasserentlastung ist für 860 m³/s ausgelegt. Das Kraftwerk arbeitet als Laufwasserkraftwerk, das heißt, es besitzt keine nennenswerten Speicherkapazitäten. Während der Monsunzeit, in welcher die meisten Niederschläge fallen, wird der meiste Strom erzeugt.

## Sonstiges
Das Wasserkraftprojekt wurde unter Beteiligung der österreichischen Entwicklungshilfe und mit Auftraggebern, welche mehrheitlich im Eigentum des Ministeriums für Handel und Industrie des Königreichs Bhutan stehen, realisiert. Betreiber der Anlage ist die Dagachhu Hydropower Corporation (DHPC). An dieser sind die Druk Green Power Corporation mit 59 %, Tata Power Co. Ltd. mit 26 % sowie der National Pension and Provident Fund (NPPF) mit 15 % beteiligt.